# Ванди, Деспина
Де́спина Ванди́ (греч. Δέσποινα Βανδή, настоящее имя Де́спина Мале́а (греч. Δέσποινα Μαλέα), род. 22 июля 1969, Тюбинген) — греческая певица, знаменитая преимущественно в Греции и на Кипре.
В 2002 году она получила премию «Мировые музыкальные награды» как самая продаваемая греческая певица по итогам 2001 года.

## Биография
Деспина Малеа (сценическое имя Деспина Ванди) родилась 22 июля 1969 года в Германии. Несмотря на то, что она родилась в Германии, семья Ванди была из Кавалы, Греция, куда она и её семья переехали, когда ей было 6 лет. У неё есть старший брат и старшая сестра.
Дебютный альбом «Gela Mou» вышел в 1994 году. В 1996 году вышел следующий альбом «Esena Perimeno». Песни с этого альбома были написаны Тони Контаксисом. 1997 год стал для Деспины знаменательным, она начала работать с известным композитором Фивосом. Фивос написал песню для следующего альбома Деспины «Deka Entoles». Данный альбом добился статуса платины в Греции.
В 1999 году вышел следующий альбом Деспины «Profities». В 2000 году вышел сингл «Ypofero». Песня 6 раз добивалась статуса платины и стала самой удачной песней за все время, выпущенной в Греции. В 2001 году вышел следующий альбом «Gia».
В 2002 году Despina была награждена как «Лучший продаваемый артист Греции» и получила премию «Мировые музыкальные награды». В августе 2004 года она выступила живьем на концерте Beatstock Festival в Нью-Йорке. В этом же году вышел альбом «Stin Avli Tou Paradisou».
Синглы «Opa Opa» и «Come Along Now» в 2004 году входили в Топ-20 чарта Европы Плюс.
В конце июля 2006 года дала концерт в Театре Lycabettus. 22 ноября 2006 года вышел альбом «Kalanta» в Греции. Новую песню для певицы написал греческий маг и чародей Фэбус (Fiovos), с которым, кстати, Despina Vandi сотрудничает вот уже 10 лет. В Греции песня вышла перед самым Рождеством (с греческого «kalanta» переводится как «коляда») и тут же взяла штурмом национальный чарт. На данный момент тираж сингла перевалил за 2 миллиона и, похоже, это только начало. 10 октября 2007 года вышел новый сингл «Thelo». 15 ноября 2007 года вышел второй сингл «10 Hronia Mazi». 6 декабря 2007 года вышел новый альбом.
В 2008 году певица попала в ДТП, в котором чудом выжила. Её шофер не справился с управлением автомобиля в районе Афин Кифисия и врезался в грузовик на встречной полосе. Деспина получила лишь лёгкие царапины и растяжения, в то время как её Porsche Cayenne был разбит. 30 августа 2012 состоялась премьера совместной программы Ванди и Антипаса в клубе Posidonio. В программе принимают участие и группа Vegas. Гастроли планировалось продолжить до Пасхи 2013 года.

В 2011 году.

В 2014 году Деспина была ведущей национального отборочного тура Eurosong 2014: a MAD Show и наставницей местной программы The Voice of Greece, греческой версии программы Голос, в первом сезоне её подопечная Мария-Элена Кириаку выиграла этот проект.

## Личная жизнь
С 17 июля 2003 года Деспина была замужем за Демисом Николаидисом, бывшим футболистом международного уровня и бывшим президентом футбольного клуба АЕК, но их брак длился 18 лет, они объявили о своем разводе в 15 июля 2021 года. У неё есть дочь по имени Мелина, родившаяся в 8 февраля 2004 года, и сын по имени Йоргос, родившийся в 21 августа 2007 года. С 2021 года состоит в отношениях с актером Василисом Бисбикисом, который старше её на 8 лет.

## Дискография
- 1994 — Γέλα Μου / Улыбнись мне
- 1996 — Εσένα Περιμένω / Я жду тебя
- 1997 — Δέκα Εντολές / Десять заповедей
- 1999 — Προφητείιες / Пророчества
- 2001 — Γειά / Привет
- 2004 — Στην Αυλή του Παράδεισου / В саду Эдена
- 2007 — 10 Χρόνια Μαζί / 10 лет вместе
- 2010 — C'est la Vie / Это жизнь
- 2012 — Άλλαξα / Я изменилась
- 2014 — Δε με σταμάτησες / Ты не остановил меня
- 2016 — Αυτή Είναι Η Διαφορά Μας /

### Сборники
- 2001 — The Best / Лучшие песни
- 2003 — Ballads / Баллады
- 2003 — Dance / Танцевальное
- 2005 — Τα Λαïκά της Δέσποινας
- 2005 — Despina Vandi
- 2006 — 14 μεγάλα τραγούδια / 14 легендарных хитов
- 2006 — Singles / Синглы
- 2007 — The EMI Years: The Complete Collection / Годы компании EMI: Полная коллекция
- 2009 — Greatest Hits of 2001-2009 / Лучшие хиты за 2001-2009 годы
- 2019 — Το Δικό Μου Σινεμά /

### Коллекция синглов
- 2009 — Υπάρχει Ζωή /
- 2011 — Μου 'Χεις Περάσει /
- 2013 — Όταν Περάσει Αυτή Η Νύχτα /
- 2015 — Μια Ανάσα Μακριά Σου /
- 2018 — Αγκαλιά Μου
- 2019 — Η Κάθε Νύχτα Φέρνει Φως
- 2019 — Έστω Λίγο Ακόμα
- 2020 — Ένα Τσιγάρο Διαδρομή /
- 2021 — Πέτρα /
- 2021 — Που Λες /
- 2022 — Τα Καλοκαίρια Μου Μισά /